# Попари
Попàри е село в Северна България, община Габрово, област Габрово.

## География
Село Попари се намира на около 5 km север-североизточно от центъра на град Габрово. Разположено е високо по десния долинен склон на река Янтра, течаща в Стражанския пролом, на около 700 m от реката. Надморската височина в центъра на селото е около 500 m. Пътят до Попари е източно отклонение при село Джумриите от общинския път, излизащ от Габрово на север край десния бряг на Янтра и водещ до село Мичковци и връзка с третокласния републикански път III-5002.

## История
През 1966 г. дотогавашното населено място колиби Попарите е преименувано на Попари, а през 1995 г. колиби Попари придобива статута на село.

## Население
Населението на село Попари наброява 51 души при преброяването към 1934 г. и намалява до 5 към 1975 г., от 2011 до 2019 г. е без постоянно живеещо население.